# Бале, Эстель
Эсте́ль Бале́ (фр. Estelle Balet; 19 декабря 1994, Сьон — 19 апреля 2016, Орсьер) — швейцарская сноубордистка, специализировавшаяся на фрирайде. Выступала на профессиональном уровне в период 2013—2016 годов, двукратная чемпионка мира по фрирайду Freeride World Tour. Погибла в результате схода лавины.

## Биография
Эстель Бале родилась 19 декабря 1994 года в городе Сьон кантона Вале. Начала кататься на лыжах уже в раннем детстве, тренировалась в горах недалеко от деревни Веркорен. В возрасте десяти лет из-за полученной травмы колена вынуждена была сменить лыжи на сноуборд. В шестнадцать лет познакомилась со своей будущей наставницей Жеральдин Фаснахт, которая привила ей любовь к фрирайду. Одержала победу на юниорском турнире Dakine Junior Tour, после чего стала выступать на взрослом уровне.
Дебютировав в 2013 году, сразу же занесла в актив несколько побед на крупных соревнованиях: выиграла турнир в коммуне Ла Клюза, была лучшей среди всех райдеров на горнолыжном курорте Хохфойген в Австрии, побеждала на домашних соревнованиях в Шандолэн и Нанда, благополучно прошла европейскую квалификацию к чемпионату мира Freeride World Tour, самому престижному соревнованию в этом виде спорта. Таким образом, впервые выступила на Freeride World Tour в возрасте восемнадцати полных лет и трёх недель, став самой молодой спортсменкой, когда-либо выступавшей на таком уровне. Специализировалась на свиче, делала фронтсайд 180, фронтсайд 360, практиковала джиббинг.
В 2014 году Бале четыре раза поднималась на пьедестал почёта различных соревнований по фрирайду, в том числе заняла второе место на чемпионате мира и по итогам мирового первенства номинировалась на звание лучшего новичка года в этом виде спорта. Год спустя, одержав две победы на этапах мирового кубка в Андорре и Фибербрунн, стала самой молодой чемпионкой Freeride World Tour за всю его историю. В 2016 году защитила звание чемпионки мира, выиграв этапы в Андорре и Вербье.
19 апреля 2016 года, спустя три недели после завоевания второго титула чемпионки мира, Эстель Бале тренировалась в горах неподалёку от муниципалитета Орсьер и одновременно с этим вместе с Жеральдин Фаснахт занималась съёмками своего первого фильма Exploring the Known, посвящённому сноуборду. Перед ней по склону спустился другой фрирайдер, и, когда спортсменка начала спуск, сошла лавина. У неё были с собой лавинный датчик, лавинный рюкзак с подушкой безопасности и шлем. Спасательные службы быстро отреагировали на случившееся и оперативно доставили её в ближайшую больницу, однако от полученных травм она вскоре скончалась.